# Hasty Pudding Theatricals
 (décembre 2013).
Si vous disposez d'ouvrages ou d'articles de référence ou si vous connaissez des sites web de qualité traitant du thème abordé ici, merci de compléter l'article en donnant les références utiles à sa vérifiabilité et en les liant à la section « Notes et références ».

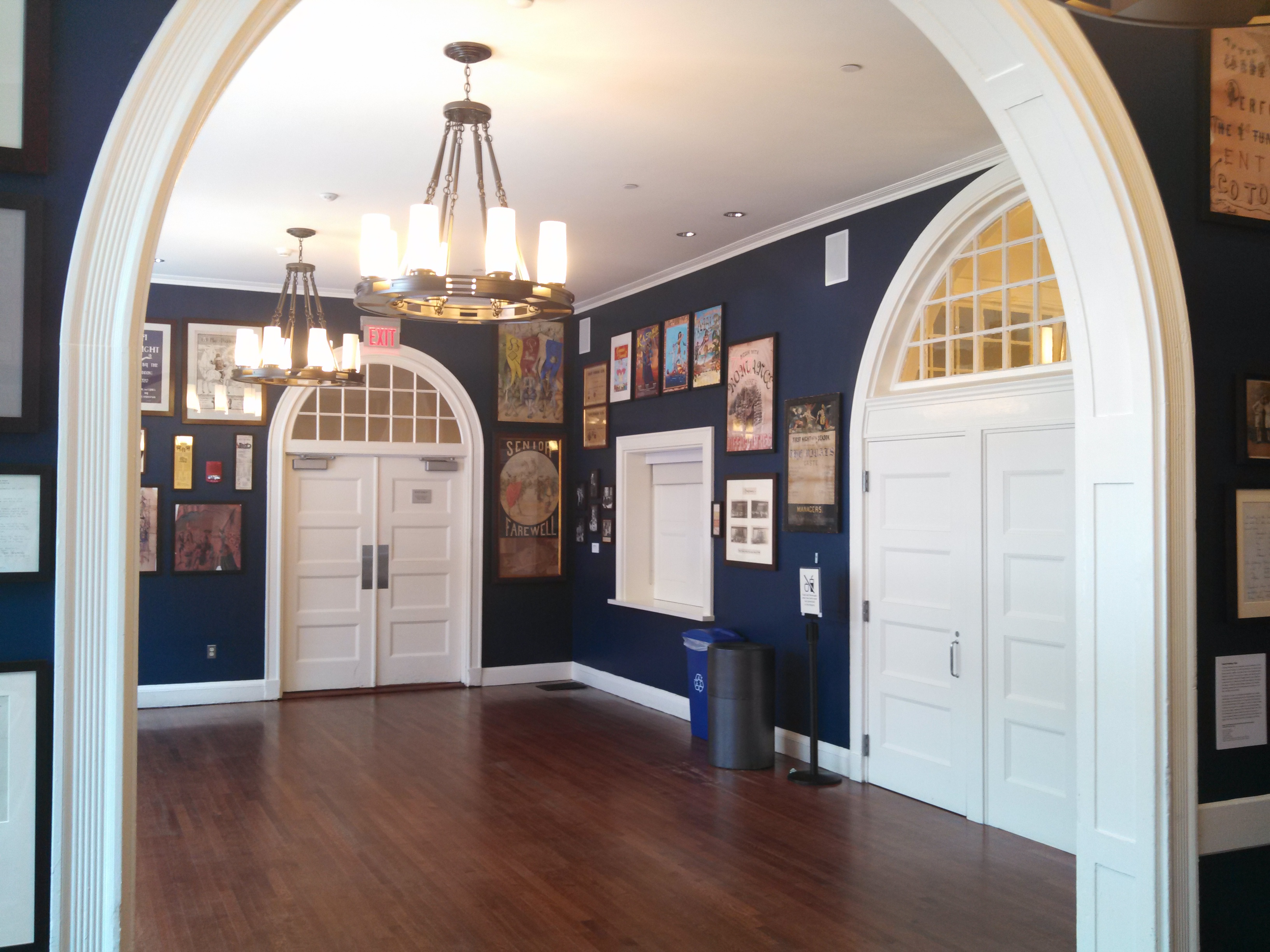
La Hasty Pudding Theatricals, la plus ancienne société théâtrale des États-Unis.

La Hasty Pudding Theatricals est la plus ancienne société théâtrale des États-Unis. Rattachée à l'université Harvard et connue pour monter des comédies musicales burlesques, elle décerne parallèlement chaque année les prix de « Femme de l'année » (depuis 1951) et d'« Homme de l'année » (depuis 1967).

## Distinctions honorifiques
La société se distingue par sa sélection annuelle d'artistes célèbres comme Femme de l'année (depuis 1951) et Homme de l'année (depuis 1967). Ces récompenses sont généralement traitées avec beaucoup de sérieux par les lauréats qui, depuis la comparution personnelle imprévue de Jane Fonda pour accepter son prix en 1961, assistent toujours à la cérémonie de remise des prix et reçoivent un "Roast" de célébration et un défilé. 
Le récipiendaire de l'année est traditionnellement invité à Harvard Square pour divers événements en son honneur avant la soirée d'ouverture du spectacle Hasty Pudding.
- Hasty Pudding Femme de l'année (en) : Le prix a été créé en 1951 et son premier récipiendaire a été Gertrude Lawrence, une actrice, chanteuse et danseuse anglaise. Il a depuis été décerné chaque année par les membres de la société du Hasty Pudding à des artistes réputés avoir "apporté une contribution durable et impressionnante au monde du divertissement".
- Hasty Pudding Homme de l'année (en) : Il est décerné depuis 1967 à des artistes jugés par les membres de la société comme ayant "apporté une contribution durable et impressionnante au monde du divertissement".